# 西泗塘
西泗塘，又名新塘港，是中華人民共和國上海市靜安區和寶山區的一條河流，南起走馬塘，與俞涇浦相接，北至蕰藻浜，該河流全长6公里，在中華民国元年（1912年）、中華民国8年（1919年）、1950年到1951年和1971年多次實施疏浚。